# Слива (фрукт)

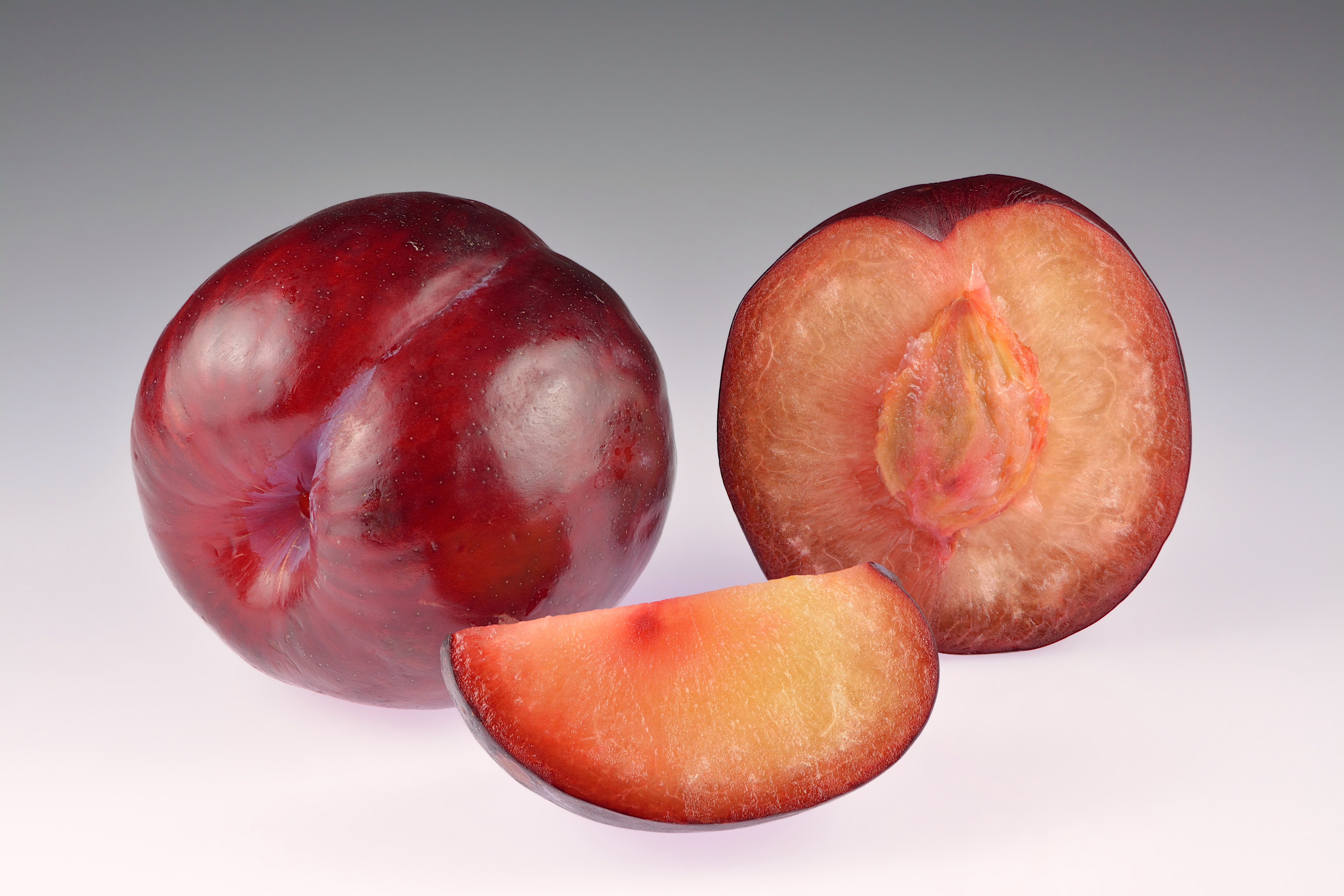

Слива — плід рослин підроду Prunus роду Prunus. Плід типу кістянка. Зрілі плоди сливи можуть мати запорошено-білий восковий наліт, який надає їм сизого відтінку. Це епікутикулярне воскове покриття, відоме як восковий наліт. Сушені сливи називаються чорносливом, вони мають темний, зморшкуватий вигляд.
Плоди сливи домашньої містять вітаміни A (в плодах темного кольору), B1, B2, C і P і необхідні елементи: калій, фосфор (сяких більше, ніж у яблуках та грушах), кальцій, магній, залізо. Вміст цукру (залежно від сорту та умов вирощування) становить від 9 до 17 % (фруктоза, глюкоза та сахароза). У плодах сливи містяться також органічні кислоти (яблучна та лимонна, а також щавлева і сліди саліцилової), пектинові, дубильні, азотисті речовини.

## Історія
Сливи, можливо, були одними з перших плодів, одомашнених людьми. Три найбільш широко культивовані види не зустрічаються в дикій природі, а зустрічаються лише навколо населених пунктів: Слива домашня простежується до гір Східної Європи та Кавказу, а Prunus salicina та Prunus simonii виникли в Китаї. Залишки слив були знайдені в археологічних розкопках епохи неоліту разом з оливками, виноградом та інжиром. За словами Кена Альбала, сливи родом з Ірану. Вони були привезені до Британії з Азії.
Стаття про вирощування сливових дерев в Андалусії (південна Іспанія) з'являється в сільськогосподарській праці Ібн аль-Аввама XII століття "Книга сільського господарства".